# Vale (bedrijf)
Vale is een Braziliaans mijnbouwconcern uit Rio de Janeiro. Het is na Petrobras het grootste bedrijf in Brazilië en behoort tot de top van de ijzerertsproducenten. Vale heeft een notering aan de Bovespa en aan de New York Stock Exchange. Het werd in 1942 opgericht onder de naam Vale do Rio Doce.

## Activiteiten
Het bedrijf ontgint, bewerkt en produceert metalen zoals onder meer ijzererts, nikkel en koper. Veruit het belangrijkste product is ijzererts en dit maakt zo'n 80% van de totale omzet uit. Nikkel staat op een tweede plaats met een omzetaandeel van 15% en op de derde plaats koper.
Vale exploiteert mijnen in Brazilië, Canada en Indonesië. Het is na Petrobras het grootste bedrijf in Brazilië, Het trio Vale, BHP en Rio Tinto domineert het wereldwijde aanbod van ijzererts.
In 2023 produceerde het bedrijf zo'n 300 miljoen ton ijzererts. De Carajás-ijzerertsmijn in Brazilië is de grootste mijn van het bedrijf. In 1984 kwam de eerste van de drie dagbouwmijnen in productie. Tussen 2021 en 2023 werd gemiddeld 180 miljoen ton per jaar gewonnen hetgeen gelijk is aan ongeveer een helft van de totale ijzerertsproductie van Vale. Naar verwachting zijn de mijnen rond 2030 uitgeput, tenzij nieuwe reserves worden aangetroffen.
Het belangrijkste geografische afzetgebied is Azië, hier wordt ruim 60% van de omzet gerealiseerd. Binnen deze regio is de Volksrepubliek China de belangrijkste afzetmarkt met een omzetaandeel van de helft van het totaal, gevolgd door Japan en Zuid-Korea. In Europa is Duitsland een belangrijke klant. De binnenlandse omzet is minder dan 10% van het totaal.
Voor het transport van het ijzererts naar de afnemers beschikt de onderneming over spoorlijnen die de mijnen met de havens verbinden. De grootste ertshavens van Vale zijn de Porto de Tubarão en de Ponta da Madeira. Deze laatste ligt bij São Luís in de Noord-Braziliaanse deelstaat Maranhão en hier werd in 2022 ongeveer 170 miljoen ton erts geladen in schepen.
In Oman bij de haven van Sohar ligt zo'n regionaal distributiepunt. Hier kan per jaar 40 miljoen ton erts worden overgeslagen en er zijn twee pelletsfabrieken die het erts geschikt maken voor de hoogovens.

### Resultaten
Vale heeft sterk geprofiteerd van de grote vraag naar ijzererts vanuit China. De prijs van het ijzererts was hoog en Vale behaalde in 2011 een recordwinst. Met de afnemende Chinese economische groei daalde de ertsprijs met lagere resultaten en zelfs een verlies in 2015 tot gevolg. De ertsprijs is sinds 2012 meer dan gehalveerd, van US$ 105 per ton naar US$ 45 per ton in 2015. In 2016 trad een herstel op van de ijzerertsprijs naar zo'n US$ 54 per ton. Het verlies in 2019 was vooral het gevolg van de milieuramp bij Brumadinho, wat zo'n US$ 7 miljard heeft gekost, en verder een afboeking op diverse activa ter waarde van nog eens US$ 5 miljard. In 2020 werd weer winst geboekt ondanks US$ 5 miljard aan extra kosten voor de milieuramp bij Brumadinho, en nog een extra afboeking op de waarde van diverse activa, waaronder de Moatize steenkolenmijn, ter grootte van US$ 2 miljard.
| Jaar | Omzet  | Bedrijfsresultaat | Nettoresultaat |
| ---- | ------ | ----------------- | -------------- |
| 2011 | 60.075 | 30.324            | 22.795         |
| 2012 | 46.553 | 9409              | 5454           |
| 2013 | 46.767 | 15.063            | 584            |
| 2014 | 37.539 | 7178              | 657            |
| 2015 | 25.609 | −6131             | −12.129        |
| 2016 | 27.488 | 7052              | 3982           |
| 2017 | 33.967 | 10.930            | 5507           |
| 2018 | 36.575 | 11.955            | 6860           |
| 2019 | 37.570 | 1319              | −1683          |
| 2020 | 40.018 | 10.843            | 4881           |
| 2021 | 54.502 | 27.693            | 22.445         |
| 2022 | 43.839 | 17.208            | 18.870         |
| 2023 | 41.784 | 14.205            | 8105           |

### Aandeelhouders
Per 31 maart 2024 had Caixa de Previdência dos Funcionários do Banco do Brasil (PREVI) een aandelenbelang van 8,7% in het bedrijf, BlackRock had 6,4% van de aandelen in handen en het Japanse Mitsui & Co 6,3%.

## Geschiedenis
De onderneming werd in 1942 als Vale do Rio Doce (= 'Zoet water-vallei') opgericht door toenmalige president Getúlio Vargas ten gevolge van de Washington-akkoorden en leverde tijdens de Tweede Wereldoorlog ijzererts aan de Amerikaanse oorlogsindustrie. Vijfenvijftig jaar later werd Vale do Rio Doce geprivatiseerd waarna in 2007 de naam van het bedrijf werd verkort tot Vale.
In 2006 betaalde Vale US$ 13,3 miljard om het Canadese nikkelbedrijf Inco over te nemen. Inco was, na het Russische Norilsk Nikkel, de grootste producent van nikkel ter wereld. De overname past in de strategie van Vale om verder buiten Brazilië actief te worden en minder afhankelijk te zijn van ijzererts. Nikkel wordt vooral gebruikt voor roestvast staal. Het hoofdkantoor van de nieuwe onderneming CVRD Inco blijft in Montreal en de 10.000 werknemers van Inco krijgen een baangarantie voor de eerste drie jaren na de overname. Inco heeft nikkelmijnen in Canada, waaronder een grote nieuwe mijn in Voisey's Bay in Newfoundland, en een meerderheidsbelang in PT Inco in Indonesië.
Tussen 2010 en 2016 was het concern ook actief in de landbouw door investeringen in kunstmestbedrijven. In december 2016, bereikte Vale overeenstemming met Mosaic, de Amerikaanse kunstmestproducent gaat alle kunstmestactiviteiten van Vale overnemen. Hiermee ging een activiteit met een jaaromzet van US$ 2 miljard over. Mosaic betaalde US$ 2,5 miljard die Vale heeft gebruikt om schulden af te lossen. De transactie werd begin 2018 afgerond.

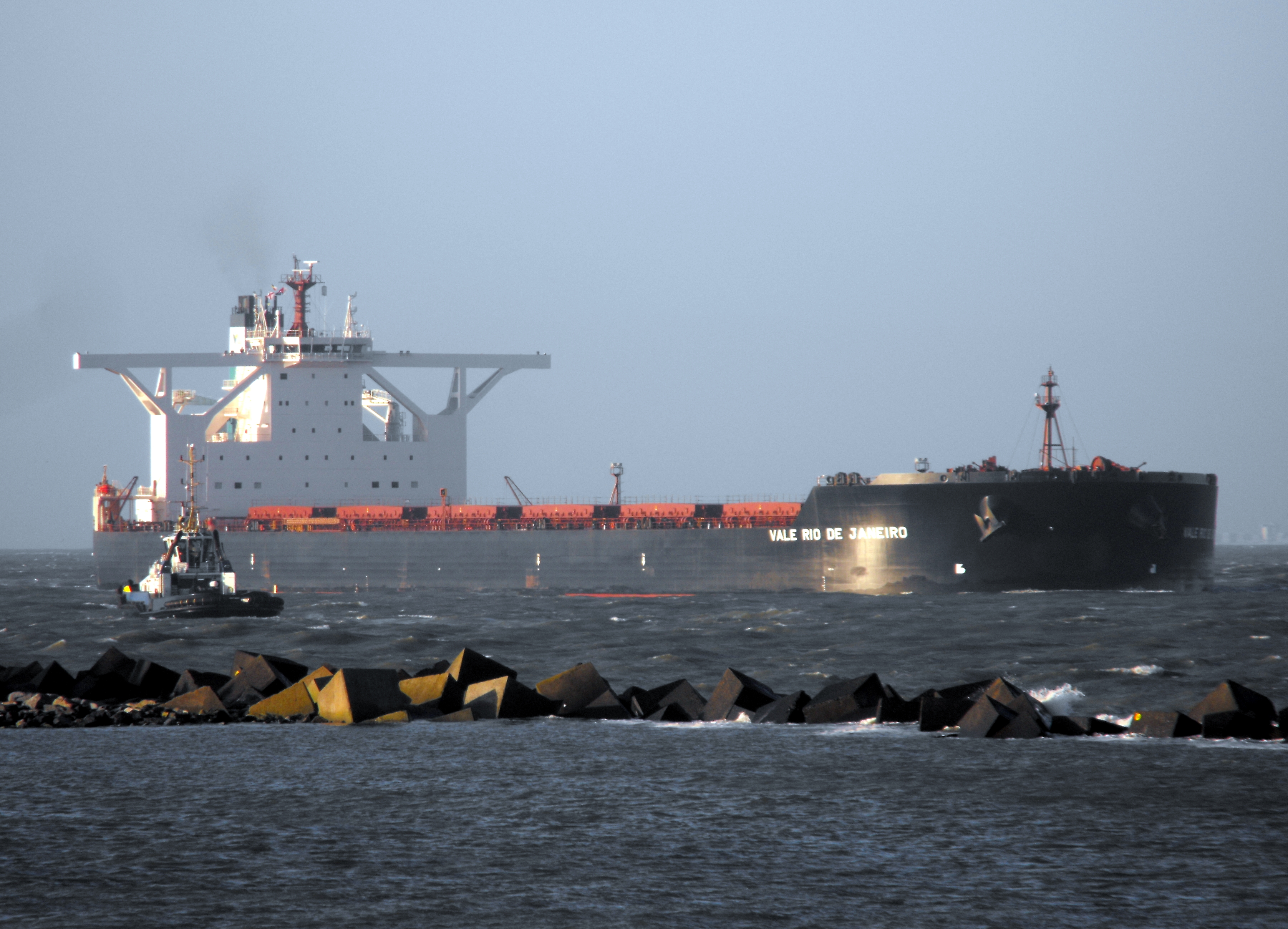
Valemax carrier Vale Rio de Janeiro bij de haven van Rotterdam

In 2010 werden de aluminiumactiviteiten verkocht aan Norsk Hydro voor USS$ 4,9 miljard. Vale ontving US$ 1,1 miljard in geld en verder een aandelenbelang van 22% in Norsk Hydro. Vale nam afscheid van een aandelenbelang van 60% in Paragominas, een van de grootste bauxietmijnen ter wereld, een 91% belang in de grootste aluinaardefabriek Alunorte, 51% van de Albras aluminiumfabriek en 81% in het Companhia de Alumina do Para project. Dit laatste project moet nog gerealiseerd worden. In november 2013 verkocht Vale een aandelenbelang van 19,6% in Norsk Hydro voor US$ 1,64 miljard waarna Vale nauwelijks nog aandelen in het Noorse bedrijf in handen had.
Voor het vervoer over zee beschikte Vale over een vloot van Valemax schepen. Dit zijn de grootste bulkcarriers die sinds maart 2011 in de vaart zijn gekomen. Ze zijn 360 meter lang en hebben een draagvermogen van 400.000 DWT. Om de schulden te reduceren heeft Vale besloten alle schepen te verkopen, een proces dat in 2017 werd afgerond.
Vale had een belang in de Moatize steenkolenmijn in Mozambique in samenwerking met Mitsui & Co.. Deze mijn kwam medio 2011 in productie met een capaciteit van 22 miljoen ton per jaar. In 2021 besloot Vale alle steenkoolactviteiten af te stoten. In december bereikte Vale overeenstemming met Vulcan Minerals die de mijn en transportcapaciteiten in Mozambique heeft overgenomen voor US$ 270 miljoen.

## Milieu
In januari 2012 verkreeg Vale nog de Public Eye Award, een jaarlijkse onderscheiding die van 2006 tot 2015 werd toegekend aan de onderneming met de grootste tekortkomingen inzake maatschappelijk verantwoord ondernemen.
Vale kwam samen met het bedrijf BHP in diskrediet toen op 5 november 2015 een dam brak van een afvalwaterbassin in Mariana. Door de dambreuk stroomde vijftig miljoen ton vervuild water en modder weg. De modder overspoelde het dorp Bento Rodrigues en hierbij vielen minstens 12 doden en verschillende gewonden. Daarnaast is er ook enorme milieuschade doordat het gif ook de rivier Rio Doce heeft bereikt. Alle mijnbouwactiviteiten werden opgeschort, en beide bedrijven gingen akkoord met een schadevergoeding van 4,4 miljard real (US$ 1,55 miljard).
Op 25 januari 2019 was er opnieuw een milieuramp. Een 86 meter hoge stuwdam begaf het, en dit veroorzaakte de overstroming van een tweede waterbekken met ijzerafval van de Córrego do Feijão mijn. Een modderstroom overspoelde het mijncafetaria en het nabijgelegen stadje Brumadinho. Op 27 januari waren al 58 doden geborgen, onder wie heel wat medewerkers van de mijn. Nog minstens 300 personen bleven vermist. Ook ditmaal dreigde milieuschade, wanneer het giftige afval de São Francisco rivier bereikte. Op 4 februari waren de aantallen opgelopen tot 134 doden, met nog steeds 199 vermisten. De mijn zou nu bereid zijn per dode of vermiste 100.000 real (€ 23.600) te betalen, maar beschouwt dit niet als een schadevergoeding. Na het ongeval zijn alle vergelijkbare mijnen onderzocht op mogelijke gebreken bij de waterbekkens. Diverse bekkens vertoonden gebreken en in maart 2019 lagen mijnen met een jaarlijkse productiecapaciteit van 80 miljoen ton ijzererts stil. De productie mag pas herstarten als de gebreken zijn verholpen. In maart 2019 stapten verschillende topmanagers op, na een verzoek daartoe van de openbaar aanklager. In juli formuleerde de Senaat 14 aanklachten, en veroordeelde een rechter het bedrijf tot een integrale schadevergoeding. Het Nederlandse bedrijf Fugro zou volgens twee rapporten betrokken zijn bij de dambreuk.